# Трошкин, Владимир Николаевич
Владимир Николаевич Трошкин (укр. Володи́мир Микола́йович Тро́шкін; 28 сентября 1947 — 5 июля 2020) — советский и украинский футболист, защитник и полузащитник, футбольный тренер. Игрок сборной СССР (1972—1977). Заслуженный мастер спорта СССР (1975). Заслуженный тренер Украины.

## Биография
Известен по выступлениям за футбольный клуб «Динамо» (Киев). Был универсальным футболистом, неудержимым в атаке, цепким и аккуратным в защите.
После завершения игровой карьеры тренировал команды СКА (Киев), «Авангард» (Ровно), работал ассистентом главного тренера олимпийской сборной Украины.
Работал в Федерации футбола Украины.
Похоронен на Лесном кладбище Киева на участке 75а.

## Достижения

### Командные
«Динамо» (Киев)
- Чемпион СССР (4): 1971, 1974, 1975, 1977
- Обладатель Кубка СССР: 1974
- Обладатель Кубка обладателей Кубков УЕФА: 1975
- Обладатель Суперкубка УЕФА: 1975

Сборная СССР
- Серебряный призёр чемпионата Европы 1972
- Бронзовый призёр Олимпийских игр 1976

### Личные
- В списках 33 лучших футболистов сезона в СССР (3): № 1 (1974, 1975), № 2 (1976)
- Заслуженный мастер спорта СССР (1975)
- Заслуженный тренер Украины
- Награждён орденом «За заслуги» III степени (2004)[2], II (2015)[3] и I степени (2017)[4]